# Presidència alemanya del Consell de la Unió Europea del 2007

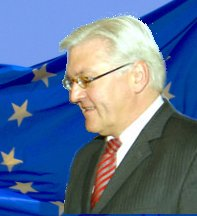
Frank-Walter Steinmeier
-Ministre Federal d'Afers Exteriors
-President del Consell de la Unió Europea, 1r semestre de 2007

La Presidència alemanya del Consell de la Unió Europea 2007 en el primer semestre de l'any 2007, està emmarcada dins del sistema d'administració rotativa de la mencionada institució.
Com és habitual encara que el cap de govern d'Alemanya és Angela Merkel, serà Frank-Walter Steinmeier el Ministre Federal d'Afers Exteriors qui oficiï com a President del Consell de la Unió Europea.
És la dotzena ocasió que Alemanya assumeix la Presidència des que s'iniciés aquest procés el 1958. La vegada anterior va ser durant el primer semestre de 1999 sota la presidència de Joschka Fischer durant el govern de Gerhard Schröder.

## Relacions

### Protecció del medi ambient

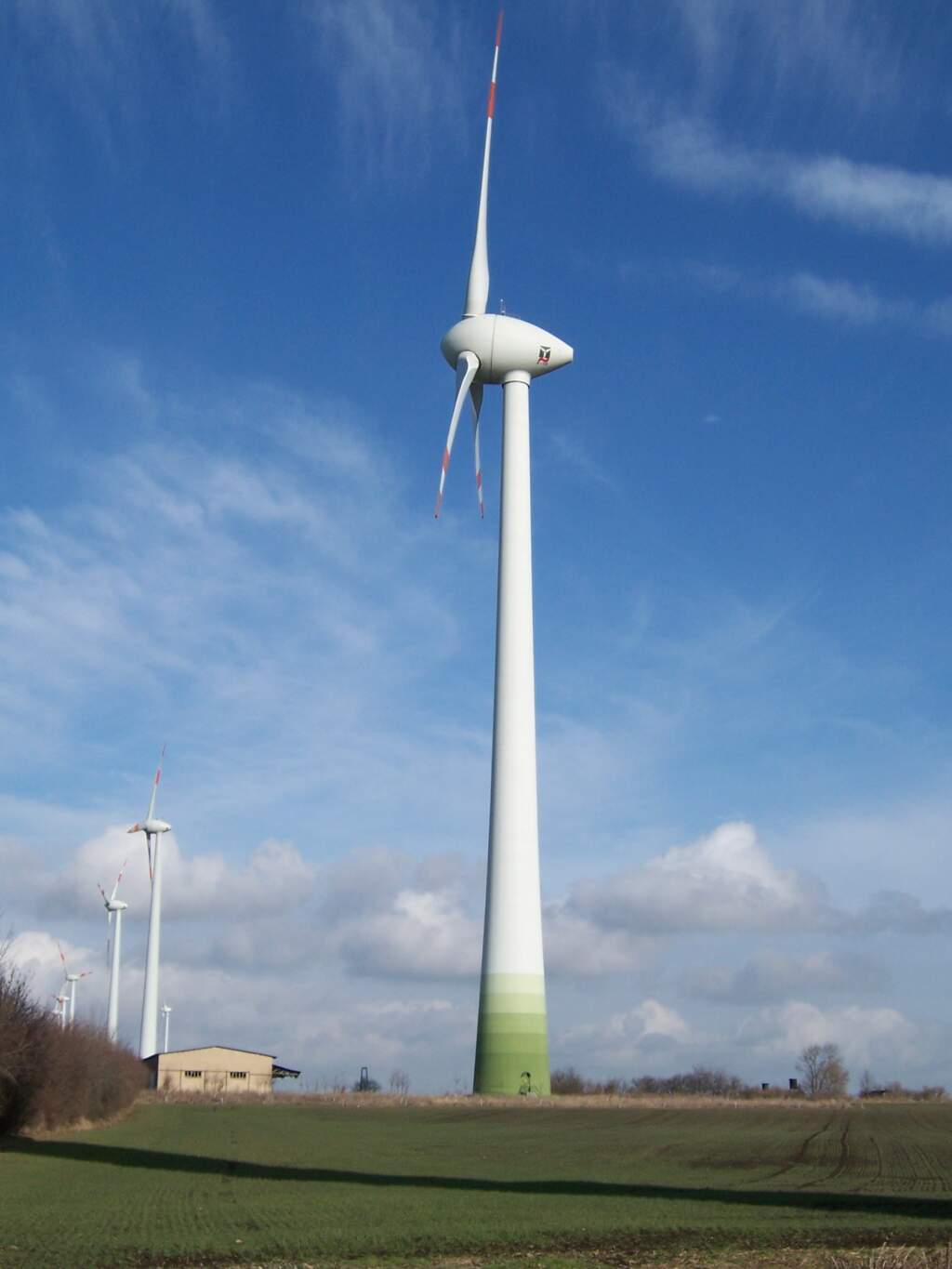
Energia eòlica a Saxònia-Anhalt

Els països de la Unió Europea en el seu conjunt, constitueixen la principal potència mundial en el que al desenvolupament i aplicació d'energies renovables es refereix. La promoció de les energies renovables té un paper molt important, tant pel que fa a reduir la dependència exterior de la UE en el seu proveïment energètic, com a les accions que han d'adoptar-se amb relació a la lluita enfront del canvi climàtic. Tanmateix Alemanya és l'únic membre de la UE que és en camí d'assolir els objectius establerts en el Protocol de Kyoto sobre el canvi climàtic que va acabar el 2012.
El Consell Europeu de març de 2007 a Brussel·les va aprovar un pla energètic obligatori que inclou una retallada del 20% de les seves emissions de diòxid de carboni abans de l'any 2020 i consumir més energies renovables perquè representin el 20% del consum total de la UE (contra el 7% el 2006). L'acord va reconèixer indirectament el paper de l'energia nuclear a la reducció de l'emissió de gas amb efecte d'hivernacle, corresponent a cada Estat membre decidir si recorrerà o no a aquesta tecnologia.
D'altra banda es va establir el compromís d'aconseguir una quota mínima d'un 10% de biocombustibles al consum total de gasolina i gasoil de transport el 2020.
El futur repartiment de l'esforç d'aquest percentatge del 20% tindrà en compte les especificitats energètiques de cada estat. A més a més, la UE es compromet a arribar fins a un 30% en la reducció de gasos amb efecte d'hivernacle en cas de compromís internacional que involucri tant altres potències com els nous països industrialitzats.

### Reforma institucional

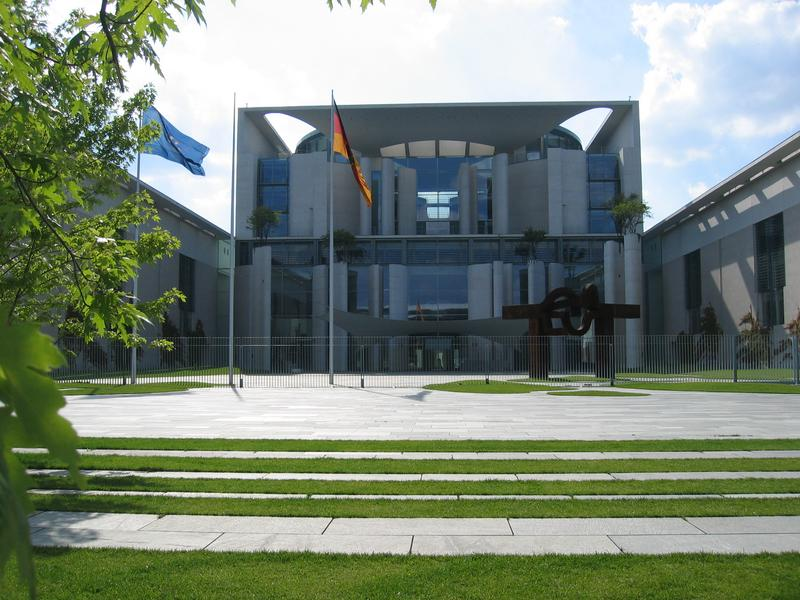
Cancelleria a Berlín

Es pretenia que el Tractat pel qual s'estableix una Constitució per a Europa entrés en vigor l'11 de novembre de 2006, després que fos ratificat pels estats membres, però davant la victòria del "no" a França i els Països Baixos, la cimera del CUE del 15 i 16 de juny de 2006 va prendre noves resolucions.
Es va establir que durant la presidència a càrrec d'Alemanya s'elaborarà una proposta que va ser aprovada el 23 de juny d'aquest any sota el nom de Tractat de Reforma.
Alemanya va assumir el paper de 'mitjancer' entre els diferents estats membres de la Unió Europea, per impulsar la reforma institucional, mantenint els elements polítics substancials del projecte constitucional.
El procés rebrà el seu impuls definitiu durant la presidència francesa del CUE al segon semestre de 2008, a l'espera de poder aplicar les conclusions el 2009, coincidint amb la nova formació del  Parlament i la  Comissió.
Acció exterior
El consell va assolir un acord respecte al lloc, paper i poders del futur representant de Política exterior de la UE.
Es va establir que el cap de Política Exterior s'anomenarà Alt representant de la Unió Europea per a Afers exteriors i Política de Seguretat i serà també vicepresident de la Comissió Europea. Combinarà els llocs ostentats pel representant d'Afers exteriors i el comissari de Relacions exteriors, que controla el pressupost d'ajut de la Comissió i al personal d'aquesta àrea. A més a més presidirà el Consell de ministres d'Afers estrangers.

### Política energètica

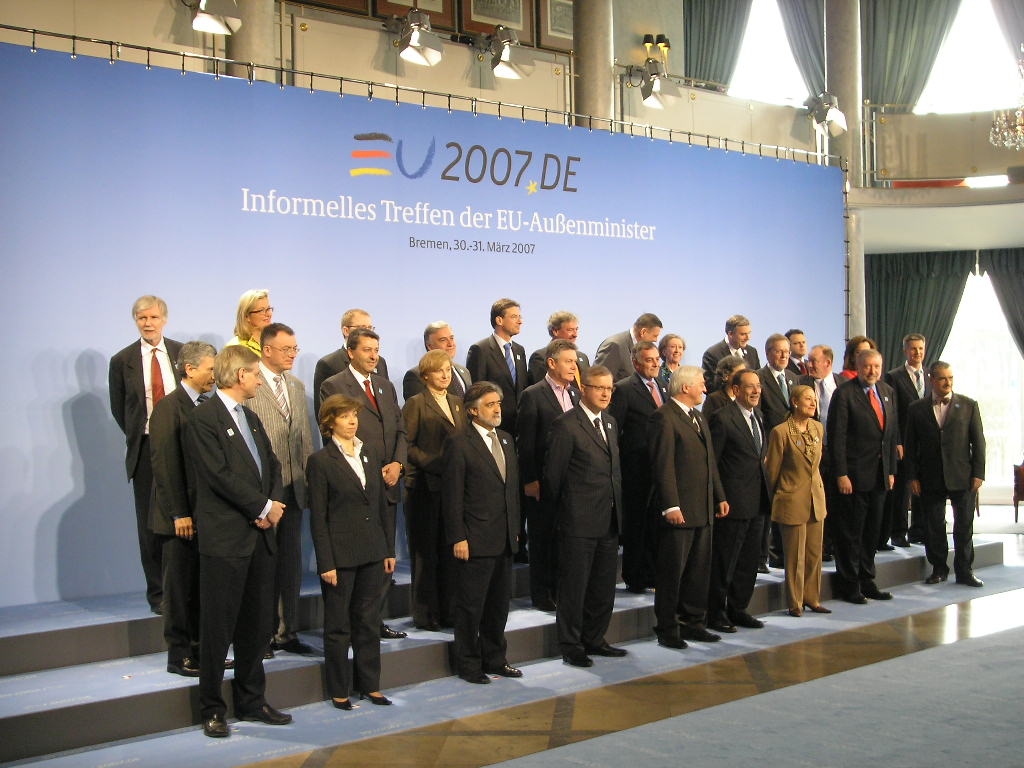
Reunió dels ministres d'Exteriors de la UE a Bremen

La seguretat en un 'proveïment energètic, ecològic i segur per a Europa' és una altra de les prioritats.
Des de gener de 2007, la Unió Europea i Rússia van negociar la firma del nou acord ampliat de cooperació en la matèria.
La xarxa transeuropea d'energia es troba lligada de manera preponderant al subministrament de gas natural procedent de jaciments russos, on l'alemanya Ruhrgas AG és l'única firma occidental que posseeix una participació en OAO Gazprom, el gegant rus d'aquest hidrocarbur.
A anys recents Rússia ha subministrat el 30% de gas natural i el 18% de les importacions petrolieres de la Unió. El país proveeix de gas natural a Alemanya, la més gran economia d'Europa, satisfent el 40% de les seves necessitats i proveint fins al 90% de l'energia en alguns dels nous estats membres de la UE, ex satèl·lits de l'URSS.
D'altra banda Alemanya cerca que els països de l'Àsia central siguin claus a la política energètica de la Unió.

## Declaració de Berlín
El cinquantè aniversari dels Tractats de Roma que van instituir la Comunitat Econòmica Europea (CEE) i de la Comunitat Europea de l'Energia Atòmica (Euratom), es va celebrar el 2007. Per aquest motiu el 25 de març es va portar a terme a Berlín una cimera, on els líders dels estats membre van signar una declaració política que recull els "valors i ambicions" de la Unió.